# Claudio Terzi
Claudio Terzi (Milaan, 19 juni 1984) is een Italiaanse voetballer die bij voorkeur als verdediger speelt. Hij verruilde in augustus 2015 US Palermo voor Spezia.

## Erelijst
| Kampioen Serie B | 1x | 2013/14 |

1 Sarr ·
2 Wiśniewski ·
4 Ferrer ·
5 S. Esposito ·
6 Degli Innocenti ·
7 Elia ·
8 Nagy ·
9 F. Esposito ·
11 Falcinelli ·
13 Reca ·
17 Čolak ·
20 Di Serio ·
22 Crespi ·
25 Bandinelli ·
27 Soleri ·
29 Cassata ·
31 Aurelio ·
32 Vignali ·
37 Matějů ·
55 Hristov  ·
66 Gori ·
77 Bertola ·
80 Kouda ·
82 Djankpata ·
Coach: D'Angelo